# Coco Gauff
Cori Dionne Gauff, detta Coco (IPA /ˈɡɔːf/; Atlanta, 13 marzo 2004), è una tennista statunitense.
È considerata, per lo stile di gioco, oltre alle comuni origini afroamericane, l'erede delle sorelle Williams. Ha vinto dieci titoli del circuito maggiore in singolare (diventando la nona tennista più giovane dell'Era Open ad aggiudicarsi un trofeo) e otto in doppio. A soli 15 anni si è fatta notare per aver raggiunto gli ottavi di finale a Wimbledon 2019 e il terzo turno allo US Open dello stesso anno, diventando in quest'ultima circostanza la più giovane tennista a riuscirci dai tempi di Anna Kurnikova nel 1996.
Nel doppio vanta la posizione numero uno del ranking mondiale, raggiunta il 15 agosto 2022. Nel singolare invece il 10 giugno 2024 si è spinta fino alla posizione numero 2.
Per quanto riguarda i tornei del Grande Slam, si è aggiudicata lo US Open 2023 e l'Open di Francia 2025, Nel 2024 si è inoltre aggiudicata le WTA Finals.
Nel 2023 è stata la sportiva più pagata al mondo, incassando 22,7 milioni di dollari.

## Carriera

### 2017-2018: due titoli Slam Junior
A livello Juniores ha riportato ottimi risultati: nel 2017 ha raggiunto la finale degli US Open, divenendo così a tredici anni la più giovane finalista dello Slam newyorkese. Tuttavia, verrà poi surclassata da Amanda Anisimova, la quale le lascerà appena due game. L'anno successivo ha conquistato il titolo del singolare ragazze al Roland Garros, riuscendo ad imporsi in rimonta su Caty McNally (sua compagna di doppio). Sempre nel 2018, vince il titolo del doppio ragazze agli US Open insieme a McNally, sconfiggendo agevolmente le connazionali Hailey Baptiste/Dalayna Hewitt.
Nel circuito Juniores ha un bilancio vittorie-sconfitte di 43-9 in singolare, mentre in doppio 23-11. Inoltre, nel mese di luglio del 2018 ha raggiunto la prima posizione della classifica.
Nel 2018 debutta nel torneo ITF di Osprey, dove archivia la sua prima vittoria nel circuito WTA su Alexandra Perper. Successivamente, riceve una wildcard per disputare le qualificazioni allo US Open, ma viene sconfitta al primo turno da Heather Watson.

### 2019: ottavi di finale a Wimbledon, primi titoli WTA e Top 100

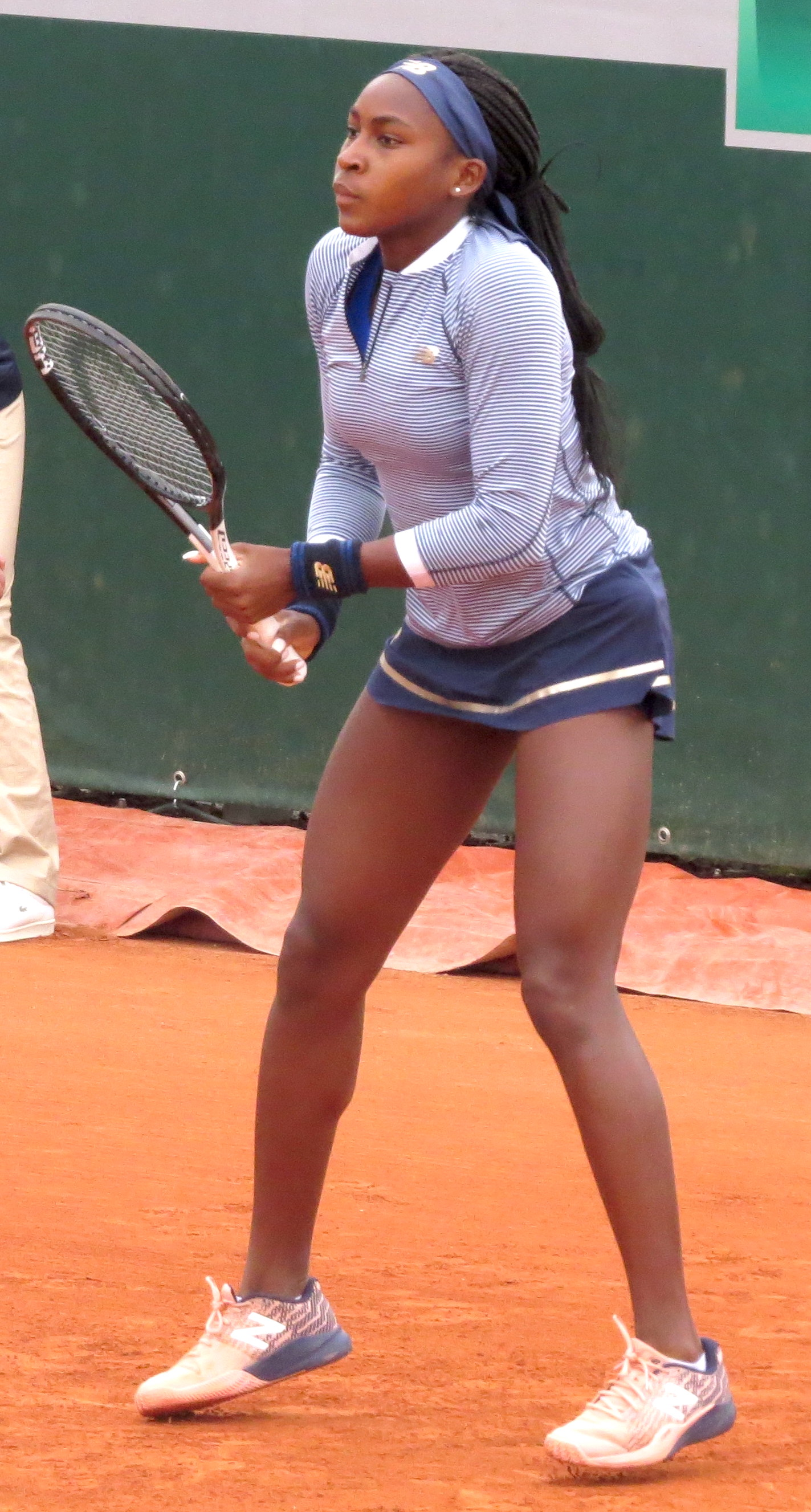
Coco Gauff all'Open di Francia 2019

Apre l'anno con la sconfitta in coppia con Ann Li in finale nel torneo ITF di Midland, poiché vengono superate dalla coppia formata da Vol'ha Havarcova e Valerija Savinych. In seguito, raggiunge la finale in entrambe le specialità: in singolo cede a Sesil Karatančeva, mentre insieme a Paige Hourigan prevale sulla coppia Usue Maitane Arconada/Emina Bektas, vincendo così il suo primo titolo ITF in carriera.
Grazie a una wildcard concessa dagli organizzatori, fa il suo debutto nel circuito WTA nell'ambito del prestigioso Miami Open, dove contestualmente vince anche il suo primo match battendo la connazionale Caty McNally in due set. Al secondo turno cede contro la 14ª testa di serie Dar'ja Kasatkina. Dopo aver disputato una serie di incontri a livello ITF, riceve una wild card per prendere parte alle qualificazioni del Roland Garros, dove viene estromessa nel secondo turno dalla slovena Kaja Juvan.
Il mese seguente, supera tutti e tre i turni di qualificazione del torneo di Wimbledon senza cedere nemmeno un set. In occasione del suo debutto nel tabellone principale in un Grande Slam ha sconfitto la cinque volte campionessa Venus Williams con un doppio 6-4. A 15 anni e 122 giorni Gauff diventa dunque la più giovane tennista a vincere un match in uno Slam dai tempi di Anna Kurnikova. Nei successivi due turni supera rispettivamente Magdaléna Rybáriková in due set e Polona Hercog in un match particolarmente complicato, durante il quale ha dovuto recuperare uno svantaggio di un set e un break e salvare due match point. Approdata dunque agli ottavi di finale, la giovane statunitense è costretta a soccombere alla romena Simona Halep, futura campionessa, che la batte con un doppio 6-3. Grazie all'ottimo risultato ottenuto nel prestigioso Slam londinese, Gauff si prospetta come una delle future stelle del tennis mondiale e perfeziona anche il suo best ranking alla 141ª posizione.
Alcune settimane più tardi, le viene concessa la possibilità di disputare le qualificazioni nel torneo di Washington: tuttavia, dopo averle superate, viene sorpresa al primo turno dalla kazaka Zarina Diyas che si impone sulla giovane statunitense in due comodi set. In doppio, invece, in coppia con Caty Mcnally, si aggiudica il primo titolo WTA della sua carriera, senza perdere nemmeno un set, battendo nell'ultimo atto Fanny Stollár e Maria Sanchez con un perentorio 6-2, 6-2. Si presenta dunque agli US Open, dove riesce a giungere fino al terzo turno con le vittorie su Anastasija Potapova e Tímea Babos, prima di essere sconfitta dalla campionessa in carica Naomi Ōsaka in due set. Al termine di questo match, la nipponica le permetterà di partecipare alla sua intervista post-partita, gesto inusuale ma che verrà ricordato come ammirevole e d'esempio per questo sport.
Ritorna in campo ad ottobre, prendendo parte al torneo di Linz, dove è chiamata a partire dalla qualificazioni: pur venendo sconfitta nell'ultimo turno da Tamara Korpatsch viene ripescata come lucky loser, in seguito all'infortunio della greca Sakkarī. Una volta approdata nel tabellone principale, batte nell'ordine: Stefanie Vögele, Kateryna Kozlova, Kiki Bertens (1ª testa del torneo e n° 8 del mondo), Andrea Petković e, alla sua prima finale in un torneo WTA in singolare, si sbarazza di Jeļena Ostapenko in tre set. Grazie a questa vittoria Gauff entra per la prima volta in carriera nella top 100, piazzandosi alla posizione numero 71 e diventa la nona tennista più giovane di sempre a vincere un torneo.
Pochi giorni dopo, prende parte al torneo di Lussemburgo, ma viene travolta da Anna Blinkova con il punteggio 6-4 6-0 all'esordio, ricevendo così per la prima volta in carriera nel circuito professionistico un bagel.

### 2020: Top 50
Apre l'anno con la vittoria schiacciante su Viktória Kužmová ad Auckland, per poi venire rimontata da Laura Siegemund. Invece, in coppia con Caty McNally raggiunge la semifinale, dove vengono sconfitte dalle connazionali Asia Muhammad e Taylor Townsend. Si presenta quindi per la prima volta agli Australian Open, dove all'esordio sconfigge per la seconda volta in carriera Venus Williams, per 7–6(5) 6-3, approdando al secondo turno contro Sorana Cîrstea, su cui ha la meglio in rimonta per 4-6 6-3 7-5. Si vendica, poi, sulla testa di serie n. 3 e campionessa in carica Naomi Ōsaka per 6-3 6-4, approdando agli ottavi di finale, dove si arrende invece alla futura campionessa Sofia Kenin per 7–6(5) 3-6 0-6. Nella specialità del doppio, sempre insieme a McNally, raggiunge i quarti di finale, venendo fermata dalle future campionesse Tímea Babos/Kristina Mladenovic.
Ritorna in campo solo ad agosto a causa della pandemia di COVID-19, che ha costretto il mondo del tennis ad uno stop forzato dal 9 marzo al 3 agosto. Disputa il torneo di Lexington, dove si impone su: Caroline Dolehide per 7-5 7-5; Aryna Sabalenka, n° 11 del mondo, per 7–6(4) 4-6 6-4 e Ons Jabeur, testa di serie numero otto, in rimonta per 4-6 6-4 6-1. La semifinale la vede opposta alla connazionale Jennifer Brady, mentre Gauff virtualmente ha già migliorato il suo best ranking di una posizione, salendo al 48º posto della classifica mondiale. Non riuscirà ad accedere alla finale, poiché viene sconfitta in due parziali da Brady, futura campionessa. Si presenta quindi agli US Open 2020, dove però viene sconfitta all'esordio da Anastasija Sevastova.
Gauff comincia la sua stagione sulla terra battuta a Roma: elimina, al primo turno, Ons Jabeur, con lo score di 6-4 6-3. Al secondo turno cede il passo alla spagnola Garbine Muguruza, che supera l'americana per 7-6(3) 3-6 6-3. Coco si presenta poi al Roland Garros, dove gioca nel main draw per la prima volta in carriera. Al primo turno si impone su Johanna Konta, testa di serie numero 9, per 6-3 6-3 mentre al secondo turno viene battuta dalla qualificata Martina Trevisan per 7-5 al terzo. Due settimane più tardi, prende parte alle qualificazioni del nuovo torneo di categoria Premier di Ostrava, lo J&T Banka Ostrava Open, estromettendo agevolmente Jana Čepelová per 6-1 6-0 ed Irina-Camelia Begu con un perentorio 6-4. Nel tabellone principale si impone su Kateřina Siniaková per 7-5 6-4, per poi venire rimontata dalla terza testa di serie Aryna Sabalenka, la quale ha la meglio con il punteggio di 6-1 5-7 6(2)–7. In quest'ultimo match, Gauff si è trovata avanti prima 3-0 e poi 5-2 nel set decisivo, sprecando il vantaggio entrambe le volte. Tuttavia, migliora il suo best ranking di una posizione: 48º posto.

### 2021: prima semifinale WTA 1000 e primo quarto di finale Slam in singolare; prima finale Slam in doppio
Inizia l'anno con una schiacciante vittoria al WTA 500 di Abu Dhabi contro Ulrikke Eikeri, lasciando appena un game alla norvegese. Tuttavia, al secondo turno, cede alla testa di serie n°9 Maria Sakkari per 5-7 2-6, non sfruttando un vantaggio di due break nel primo parziale. Si presenta poi al Gippsland Trophy di Melbourne, dove è testa di serie n°14: al primo turno, vince una partita molto tirata contro Jil Teichmann (6-3 6(6)-7 7-6(5)) mentre, al secondo, perde da Katie Boulter in tre set. Agli Australian Open, batte ancora Teichmann (6-3 6-2) prima di arrendersi a Elina Svitolina, n°5 del mondo (4-6 3-6). Gauff prende parte all'Adelaide International, dove conclude la sua trasferta australiana: passa il tabellone di qualificazione, sconfiggendo Francesca Jones (6-1 6-4) e Kaja Juvan (3-6 7-5 6-3). Nel tabellone principale, riesce a battere Jasmine Paolini (6-4 6(4)-7 6-2), Petra Martić (testa di serie n°6, 5-7 6-3 6-4) e la connazionale Shelby Rogers (2-6 6-4 6-4), approdando così alla sua 3° semifinale WTA. Qui incontra Belinda Bencic, testa di serie numero 2, che la estromette per 7–6(2) 6(4)–7 6-2. A Dubai, Gauff riesce a raggiungere i quarti di finale, grazie ai successi su Alexandrova (7-6(3) 2-6 7-6(8), annullando 2 match-points), Vondrousová (3-6 6-0 6-4) e Martincová (6-4 6-2); tra le ultime 8, viene sconfitta da Jil Teichmann per 3-6 3-6. Nel torneo di Miami viene rimontata all'esordio da Anastasija Sevastova.
Inaugura la stagione sulla terra con i quarti di finale a Charleston, dove cede ad Ons Jabeur, dopo aver superato Cvetana Pironkova, Ljudmila Samsonova e Lauren Davis. A Madrid subisce un'altra rimonta al primo turno, stavolta per mano di Karolína Plíšková. Tuttavia, si riscatta a Roma raggiungendo la prima semifinale in un WTA 1000. La statunitense estromette a fatica Julija Putinceva e la top 20 Maria Sakkarī in tre parziali, mentre elimina a sorpresa per 7-5 6-3 Aryna Sabalenka, numero quattro del ranking mondiale. Nei quarti di finale, invece, usufruisce del ritiro della n° 1 in classifica, Ashleigh Barty, mentre si trovava in svantaggio di 4-6 1-2. In seguito, viene sconfitta in due set dalla futura campionessa, Iga Świątek. A fine torneo viene proiettata al 30º posto del ranking. L'americana si presenta poi nel nuovo torneo WTA di Parma, dove è accreditata della 3ª testa di serie: all'esordio, vince due tie-break tirati contro Kanepi (7-6(6) 7-6(7)), annullando set-point in entrambi i parziali. Più agevoli i successi contro Giorgi al secondo turno (6-2 6-3) e contro la connazionale Anismiova ai quarti (6-3 6-3); in semifinale, batte la ceca Siniaková con lo score di 7-5 1-6 6-2, accedendo alla 2ª finale WTA in carriera: nella circostanza, sconfigge Wang per 6-1 6-3, aggiudicandosi il secondo titolo nel circuito maggiore. Grazie a questo successo, Gauff sale al n°25 del mondo. Cori gioca il secondo slam dell'anno, l'Open di Francia, dove è accreditata della 24ª testa di serie: al primo turno, supera la serba Krunić (7-6(11) 6-4), cancellando 4 set-point nel tie-break; al secondo turno, batte nuovamente Wang (6-3 7-6(1)) mentre al terzo sfrutta il ritiro di Jennifer Brady (testa di serie n°13) dopo aver vinto per 6-1 la prima partita. Agli ottavi, Gauff trova la tunisina Ons Jabeur: vince nettamente per 6-3 6-1, approdando ai suoi primi quarti di finale slam in carriera. Coco è la tennista più giovane ad approdare tra le ultime otto del Roland Garros dal 2006, quando ci riuscì la ceca Nicole Vaidišová. Nei quarti, l'americana cede alla ceca Barbora Krejčíková con lo score di 6(6)-7 3-6, non sfruttando cinque set-point nel primo parziale. Successivamente, raggiunge il secondo turno a Eastbourne, dove viene eliminata da Anastasija Sevastova. A Wimbledon, Gauff replica il quarto turno raggiunto al suo esordio nel 2019: senza perdere alcun set, batte Francesca Jones (7-5 6-4), Elena Vesnina (6-4 6-3) e Kaja Juvan (doppio 6-3); agli ottavi, affronta la n°25 del seeding Angelique Kerber arrendendosi con un doppio 4-6.
In seguito, Gauff partecipa al Canadian Open, dove inaugura la parte di stagione sul cemento nordamericano: da testa di serie n°15, elimina Anastasija Sevastova per 6-1 6-4 e poi sfrutta il ritiro di Potapova (sul 5-0 in suo favore nel primo parziale) e il walk-over di Johanna Konta, giungendo ai quarti di finale. Nella circostanza, si arrende alla futura campionessa Camila Giorgi (4-6 6(2)-7). A Cincinnati, dopo aver agevolmente sconfitto Hsieh Su-Wei (6-1 6-2), cede a Naomi Ōsaka in tre set. Agli US Open, è accreditata della 21ª testa di serie: batte Magda Linette in due ore e mezzo di gioco (5-7 6-3 6-4), mentre al secondo turno viene estromessa dalla ex-campionessa del torneo Sloane Stephens. Nonostante la sconfitta si ritrova comunque a fine torneo nella Top 20 del ranking al 19º posto. Va molto meglio in doppio, dove, assieme a Caty McNally, arriva in finale, battendo coppie accreditate come le campionesse di Wimbledon Hsieh/Metrens (nei quarti, 6-3 7-6(1)) e le campionesse di Montréal Stefani/Dabrowski (in semifinale). Nell'ultimo atto, le due giovani statunitensi si arrendono a Zhang/Stosur per 3-6 6-3 3-6. A Indian Wells, Gauff incassa una netta sconfitta al terzo turno contro la spagnola Badosa, che le lascia 4 giochi (2-6 2-6).
Termina il 2021 al n°22 del mondo in singolare e al n°21 del mondo in doppio.

### 2022: prima finale slam e top-5 in singolare; 3 titoli e n°1 del mondo in doppio

#### Singolare: finale al Roland Garros e top-5
L'americana inizia l'anno all'Adelaide International 1, dove supera Eikeri (6-2 6-2) per poi perdere contro la n°1 del mondo Ashleigh Barty, futura campionessa, per 6-4 5-7 1-6. Successivamente, prende parte all'Adelaide International 2, dove è terza testa di serie: Gauff raggiunge la semifinale, battendo Siniaková (6-1 6-2), Kostjuk (6-3 5-7 6-3) e Konjuh ai quarti (6-3 6-4). Nel penultimo atto, Coco viene sconfitta nel derby USA contro Madison Keys, poi trionfatrice, con lo score di 6-3 2-6 5-7. Agli Australian Open, l'americana delude le aspettative perdendo subito contro Qiang Wang (4-6 2-6). Non va meglio a Dubai, dove cede immediatamente a Jessica Pegula con un duplice 4-6. A Doha torna al successo, imponendosi su Rogers (6-2 6-3) e Garcia (6-2 7-6(3)), guadagnando lo scontro con Paula Badosa, n°4 del mondo: la statunitense riesce a vincere sulla spagnola per 6-2 6-3, conquistando la 5° vittoria su una top-10 in carriera e il secondo quarto di finale stagionale. Nella circostanza, viene sconfitta da Maria Sakkarī con un doppio 3-6. Dopo un terzo turno a Indian Wells (battuta da Halep), partecipa al torneo di Miami: dopo il bye, elimina le due cinesi Wang (7-5 6-4) e Zhang (7-6(1) 7-5), approdando agli ottavi, dove trova la nuova n°1 del mondo femminile dopo il ritiro di Barty, Iga Świątek. Coco cede nettamente alla polacca, con lo score di 3-6 1-6. Dopo un primo turno a Stoccarda, a Madrid viene eliminata in ottavi da Halep con un duplice 4-6. Stessa sorte le tocca a Roma, dove a batterla agli ottavi è Maria Sakkarī (4-6 5-7).
Chiude la stagione sul rosso al Roland Garros: da 18° testa di serie, supera Rebecca Marino (6-0 7-5), Alison Van Uytvanck (6-1 7-6(4)), Kaia Kanepi (6-3 6-4) ed Elise Mertens (6-4 6-0). L'americana riesce così a confermare i quarti di finale del 2021; tra le ultime otto, Coco vince il derby con Sloane Stephens con lo score di 7-5 6-2, accedendo alla sua prima semifinale in un torneo dello slam. La 18enne di Delray Beach, nel penultimo atto, prevale agevolmente su Martina Trevisan per 6-3 6-1, conquistando la prima finale a livello major. Coco è la più giovane finalista a Parigi dal 2001 e la prima diciottenne in una finale slam da Wimbledon 2004, quando a vincere il torneo fu Marija Šarapova. Nell'ultimo atto, l'americana affronta la n°1 del mondo Iga Świątek, che non perde un match nel circuito maggiore da febbraio: la polacca continua la striscia di vittorie, battendo Gauff in poco più di un'ora, con lo score di 6-1 6-3. Grazie allo strepitoso risultato, l'americana riesce comunque ad avvicinarsi alla top-10, piazzandosi in 13ª posizione, suo nuovo best-ranking.
Successivamente, a Berlino inaugura la stagione su erba: giunge in semifinale grazie alle vittorie su Li, Wang e Plíšková, tutte conseguite in due parziali; nel penultimo atto, cede il passo a Ons Jabeur, n°4 del mondo. Prende poi parte al torneo di Wimbledon, dove esce di scena già al terzo turno per mano della connazionale Amanda Anisimova.
Dopo un quarto di finale a San José (perso da Paula Badosa), al WTA 1000 di Toronto vince su Brengle, la fresca campionessa di Wimbledon Rybakina e la top-10 Sabalenka, approdando ai quarti, dove si arrende a Simona Halep. A seguito di un'uscita prematura a Cincinnati, partecipa allo US Open da 12° testa di serie: dopo un facile successo sulla qualificata Jeanjean (6-2 6-3), batte la romena Ruse (6-2 7-6(4)) e la connazionale Madison Keys per 6-2 6-3, approdando agli ottavi dello slam di casa per la prima volta in carriera; nella circostanza, Coco si impone su Shuai Zhang con un doppio 7-5, raggiungendo i quarti di finale in un major per la terza volta. Tra le ultime otto, Gauff viene eliminata da Caroline Garcia. Grazie all'ottimo risultato, l'americana riesce ad entrare in top-10 per la prima volta, posizionandosi all'8º posto mondiale.
In seguito, raggiunge i quarti sia al '500' di San Diego (perdendo da Świątek) che nel '1000' di Guadalajara (cedendo ad Azarenka). Grazie all'eccellente stagione disputata, riesce a qualificarsi per la WTA Finals di Fort Worth. Inserita nel gruppo Tracy Austin, non riesce a raccogliere alcun successo contro Garcia, Kasatkina e Świątek, terminando ultima nel round robin.
Termina l'anno al n°7 del mondo, riuscendo però a raggiungere la 4ª posizione come suo best ranking.

#### Doppio: seconda finale Slam, due titoli '1000' e n°1 del mondo
In doppio, Coco vince il suo quarto titolo WTA della carriera a Doha assieme alla connazionale Jessica Pegula, battendo in finale Kudermetova/Mertens per 3-6 7-5 [10-5]. Per Gauff è il primo trofeo di categoria 1000 in doppio e le permette di entrare nella top 10 della specialità, precisamente al decimo posto della classifica mondiale. A Miami Open 2022, con McNally, raggiunge la semifinale, persa da Kudermetova/Mertens per [2-10] al super-tiebreak. Sulla terra, centra la seconda finale annuale a Stoccarda con Shuai Zhang: le due non riescono a vincere il titolo, sconfitte da Schuurs/Krawczyk in due set. Al Roland Garros, con la connazionale Pegula, raggiunge la sua seconda finale Slam. La coppia aveva anche disputato i quarti di finale a Madrid qualche settimana prima; nell'ultimo atto, le americane cedono il passo alle francesi Garcia/Mladenovic, con lo score di 6-2 3-6 2-6. A Toronto, le americane conquistano il loro secondo WTA '1000', grazie al successo in finale su Melichar/Perez (6-4 6(5)-7 [10-5]). Grazie a questo sesto titolo in carriera, Coco Gauff riesce a salire in cima al ranking di doppio il 15 agosto. Dopo aver deluso le aspettative allo US Open (dove difendeva la finale) con una sconfitta all'esordio, la coppia USA vince il terzo titolo stagionale a San Diego, battendo Olmos/Dabrowski nell'ultimo atto. Gauff/Pegula si qualificano così alle WTA Finals di Fort Worth, dove tuttavia incassano tre sconfitte nel girone.
Gauff chiude l'anno al n°4 del mondo.

### 2023: primo trionfo Slam allo US Open in singolare e di nuovo n. 1 al mondo in doppio

#### Singolare: Primo titolo Slam e best-ranking
La tennista americana inizia l'anno ad Auckland, dove è accreditata della prima testa di serie: batte Tatjana Maria (6-4 6-1), l'ex campionessa slam Sofia Kenin (6-4 6-4), Lin Zhu (6-3 6-2) e la n°7 del seeding Danka Kovinić per 6-2 6-0, approdando alla quarta finale WTA in carriera, la prima da quella colta al Roland Garros nel 2022. Nell'ultimo atto, Gauff si impone nettamente sulla qualificata Masarova (6-1 6-1), conquistando il terzo titolo nel circuito maggiore, senza cedere alcun set nel percorso. La settimana successiva, prende parte all'Australian Open, da 7° testa di serie: elimina Siniaková (6-1 6-4) per poi sconfiggere la campionessa dello US Open 2021 Emma Raducanu per 6-3 7-6(4). Al terzo turno, vince il derby con Pera (6-3 6-2), approdando al suo secondo ottavo australiano (dopo quello del 2020); nella circostanza, si arrende a Ostapenko in due parziali.
Dopo i quarti a Doha, raggiunge le semifinali a Dubai, dove si arrende a Iga Świątek (4-6 2-6). A Indian Wells, dopo il bye, sconfigge agevolmente Buçsa (6-2 6-4) e Nosková (6-4 6-3); al quarto turno, batte Rebecca Peterson (6-3 1-6 6-4) mentre ai quarti viene fermata da Aryna Sabalenka, con lo score di 4-6 0-6. A Miami perde al terzo turno da Potapova in tre set.
Sulla terra, dopo risultati poco rassicuranti tra Stoccarda, Madrid e Roma, gioca il Roland Garros, dove difende la finale del 2022: al primo turno, in una riedizione della finale di Auckland, sconfigge Rebeka Masarova (3-6 6-1 6-2); al secondo round lascia 5 giochi a Grabher (6-3 6-2) mentre al terzo round rimonta un set di svantaggio alla giovanissima Mirra Andreeva (6(5)-7 6-1 6-1); agli ottavi, estromette Anna Karolína Schmiedlová in due set, approdando ai quarti dello slam parigino per il terzo anno di fila. Nella circostanza, viene sconfitta dalla sua bestia nera, la n°1 del mondo Iga Świątek, per 4-6 2-6. Gauff ha perso tutti e sette i confronti diretti contro la polacca, senza aver vinto un set.
Sull'erba, si ferma al secondo turno a Berlino (battuta da Aleksandrova) e poi raggiunge la semifinale a Eastbourne, dove si arrende alla connazionale Keys in due set. A Wimbledon, viene sorpresa al primo turno dalla ex-campionessa slam Sofia Kenin.
Sul cemento americano, partecipa al Citi Open di Washington, dove è accreditata della terza testa di serie: dopo il bye, vince il derby contro Baptiste (6-1 6-4) e poi elimina la sesta forza del seeding Bencic (6-1 6-2). In semifinale, batte la campionessa in carica Ljudmila Samsonova in due set, approdando così alla sua quinta finale WTA, la seconda dell'anno. Nell'ultimo atto, sconfigge la n°9 del mondo Maria Sakkarī con lo score di 6-2 6-3, conquistando il suo quarto titolo in carriera, il primo di livello '500' nel circuito maggiore.
Dopo i quarti di finale al Canada Open (battuta dalla futura campionessa Pegula), prende parte al '1000' di Cincinnati: Gauff accede in semifinale senza cedere set, sconfiggendo Sherif, Nosková e Paolini. Nel penultimo atto, l'americana riesce ad avere la meglio sulla n°1 del mondo Iga Świątek per la prima volta in carriera (7-6(2) 3-6 6-4), dopo aver perso i primi sette confronti diretti. Nella sua prima finale di livello '1000' e la terza stagionale, Coco si impone su Karolína Muchová con lo score di 6-3 6-4, diventando la più giovane campionessa del torneo e la prima statunitense a vincere il titolo da Madison Keys nel 2019.
Successivamente, si presenta allo US Open, dove è accreditata della sesta testa di serie: all'esordio, batte Laura Siegemund (3-6 6-2 6-4) e poi la giovane Mirra Andreeva in due set; al terzo turno, supera Elise Mertens per 6-0 al terzo set, approdando agli ottavi dello slam di casa per la seconda volta in carriera. Nella circostanza, sfida la rientrante ex numero 1 del mondo Caroline Wozniacki: Coco si impone sulla danese con lo score di 6-3 3-6 6-1, confermando i quarti di finale colti nel 2022. Tra le ultime otto, ritrova Jeļena Ostapenko, che all'Australian Open le aveva negato l'accesso ai quarti: questa volta, Gauff lascia due giochi alla lettone (6-0 6-2), ottenendo l'accesso alla semifinale. Coco è la prima teenager americana ad accedere a questo punto del torneo dai tempi di Serena Williams, che arrivò tra le ultime quattro nel 1999. Nel penultimo atto, torna a sfidare Karolína Muchová venti giorni dopo il loro match a Cincinnati: come successo in Ohio, Gauff ha la meglio sulla ceca con il punteggio di 6-4 7-5, riuscendo così a qualificarsi alla sua seconda finale slam, traguardo il primo che le ha permesso di diventare, all'età di diciotto anni e due mesi, la più giovane finalista Slam dai tempi di Marija Šarapova a Wimbledon 2004. In finale, l'americana batte in rimonta la neo-numero 1 del mondo Aryna Sabalenka, con il punteggio di 2-6 6-3 6-2, conquistando così il suo primo titolo slam in carriera. L'11 settembre, grazie allo splendido swing sul cemento americano, Gauff sale in classifica fino alla 3ª posizione mondiale, suo nuovo best-ranking.
Nella trasferta asiatica, prende parte solamente al '1000' di Pechino: l'americana coglie la sua settima semifinale annuale, dove viene estromessa dalla futura campionessa Iga Świątek in due set. Grazie all'ottima stagione disputata, si qualifica per il secondo anno di fila alle WTA Finals, nel 2023 tenute a Cancún: inserita nel gruppo "Chetumal", esordisce con un netto successo su Ons Jabeur, a cui lascia soltanto un game (6-0 6-1). Nel quinto scontro stagionale contro Świątek, Gauff cede in due set alla polacca, con lo score di 0-6 5-7. Battendo in rimonta la campionessa di Wimbledon Markéta Vondroušová (5-7 7-6(4) 6-3), Coco riesce a centrare la sua prima semifinale alle Finals, terminando il girone al secondo posto alle spalle di Iga Świątek. Nel match valevole per l'accesso alla finale, Gauff viene sconfitta dalla compagna di doppio Jessica Pegula, che le concede tre games (2-6 1-6).

#### Doppio - titolo a Miami e nuovamente numero uno al mondo
In coppia con Pegula, raggiunge la semifinale all'Australian Open, perdendo un solo set al primo turno; nel penultimo atto, le americane cedono il passo alle nipponiche Aoyama/Shibahara per 2-6 6(7)-7. In febbraio, la coppia USA riesce a trionfare per il secondo anno consecutivo a Doha (stavolta WTA '500'), sconfiggendo Ostapenko/Kičenok nell'ultimo atto. Per Gauff è il 7º titolo in doppio, il quarto assieme a Pegula. Dopo un secondo turno a Indian Wells, il duo americano riesce a trionfare nel '1000' di Miami, battendo Townsend/Fernandez in finale. È il terzo sigillo di questo livello per Coco e Jessica.
Sulla terra, arrivano altre due finali importanti, nei '1000' di Madrid e Roma; nel primo caso, perdono da Azaranka/Haddad Maia in due parziali, nel secondo caso cedono il titolo a Mertens/Sanders, con lo score di 4-6 4-6. Al Roland Garros, le americane difendono la finale del 2022: le due si spingono fino alla semifinale, dove si arrendono a Fernandez/Townsend. A Wimbledon, si fermano al terzo turno contro Siegemund/Zvönareva. Allo US Open, la coppia USA riesce a giungere fino ai quarti senza cedere set; tra le ultime otto coppie, Coco e Jessica si arrendono alle campionesse dell'Open di Francia Hsieh/Wang, con il punteggio di 6(3)-7 6-3 4-6. Grazie all'ottima stagione e all'uscita di scena di Hsieh in semifinale allo US Open, dall'11 settembre Gauff e Pegula diventano n°1 del mondo a pari merito. Per Coco è un ritorno al primo posto mondiale a più di un anno dalla prima volta (agosto 2022).
Grazie all'ottima stagione disputata, Gauff/Pegula si qualificano per le WTA Finals: come accaduto nel 2022, le americane perdono tutti e tre i match del girone, sconfitte da Dabrowski/Routliffe,da Krejčíková/Siniaková e da Siegemund/Zvonarëva, terminando così al 4º posto del gruppo.

### 2024

#### Singolare: 7º titolo WTA, semifinali all'Australian Open e al Roland Garros, vittoria alle WTA Finals e best-ranking al n°2 del mondo
Coco inizia l'anno provando a difendere il titolo del WTA 250 di Auckland: l'americana raggiunge la sua 8ª finale WTA, senza perdere alcun set nel suo percorso. Nella circostanza, Gauff supera in rimonta la testa di serie n°2 Elina Svitolina (6(4)-7 6-3 6-3), conquistando così il suo 7º titolo nel circuito maggiore, il secondo di fila nella città neozelandese. Successivamente, prende parte al primo slam dell'anno, l'Australian Open: da quarta forza del seeding, apre con un comodo successo ai danni di Schmiedlová. Successivamente, infila altre tre vittorie senza cedere set, superando le connazionali Dolehide e Parks e Magdalena Fręch agli ottavi; nei quarti per la prima volta nello slam oceanico, Coco si impone su Marta Kostjuk. In semifinale, ritrova Aryna Sabalenka, sconfitta in finale a New York pochi mesi prima: questa volta, la bielorussa si prende la rivincita su Gauff battendola in due set.
Coco torna in campo a Doha, dove rimedia una battuta d'arresto al secondo turno contro Siniaková. A Dubai raggiunge i quarti, dove cede il passo ad Anna Kalinskaja. A Indian Wells, l'americana coglie la semifinale, arrendendosi in tre set a Sakkarī. In quel di Miami, Gauff esce di scena agli ottavi contro Caroline Garcia.
Nella parte di stagione sul rosso, a Stoccarda Coco viene fermata dalla futura finalista Marta Kostjuk, che la batte al tie-break del terzo set. Nel WTA 1000 di Madrid, viene estromessa negli ottavi dalla connazionale Keys. Fa meglio a Roma, dove batte Fręch, Cristian, Badosa e Qinwen Zheng, raggiungendo la quarta semifinale annuale. Nella circostanza, perde per la 10ª volta in carriera da Iga Świątek. Al Roland Garros, da terza testa di serie, coglie la seconda semifinale della carriera a Parigi, cedendo solo un set nei quarti a Ons Jabeur. In semifinale si arrende a Iga Świątek per 2-6 4-6: è il quarto anno di fila in cui, al Roland Garros, Gauff viene fermata solo dalla futura vincitrice, per il terzo di fila dalla n°1 del mondo. Grazie all'uscita di scena nei quarti di Sabalenka, l'americana riesce a scavalcarla nel ranking, per la prima volta in carriera, al n°2 del mondo.
Gauff affronta il torneo di Berlino come primo impegno stagionale su erba: raggiunge la semifinale, battendo Aleksandrova dopo il bye e approfittando del ritiro di Jabeur nei quarti dopo aver vinto al tie-break il primo parziale. Nel penultimo atto, cede nel derby contro Jessica Pegula. Prende quindi parte al torneo di Wimbledon, dove per la prima volta è accreditata della testa di serie n°2: arriva al quarto turno senza perdere set. Nella sfida valevole per l'accesso ai quarti, viene battuta contro pronostico dalla connazionale Emma Navarro.
Sul cemento americano, non riesce a difendere il titolo di Cincinnati (perdendo subito da Putinceva) ed esce agli ottavi al Canada Open. Allo US Open, dove è campionessa in carica, viene fermata al quarto turno da Navarro per il secondo slam di fila.
Nella trasferta asiatica, Gauff ottiene il suo secondo titolo WTA 1000 a Pechino, battendo in finale Karolína Muchová per 6-1 6-3. Per Coco è il primo titolo da Auckland colto a inizio stagione e l'ottavo complessivo. La settimana dopo, allunga a quota 9 le vittorie consecutive raggiungendo la semifinale a Wuhan, dove si arrende alla futura vincitrice Sabalenka. Chiude la stagione alle WTA Finals di Riyad, alle quali partecipa per il terzo anno consecutivo. Inserita nel gruppo arancione, l'americana esordisce con una comoda vittoria contro la connazionale Pegula (6-3 6-2); nel secondo match, si impone su Iga Świątek in due set. La sconfitta contro la campionessa di Wimbledon Barbora Krejčíková le costa il primo posto nel girone, ma riesce comunque ad accedere alla semifinale in seconda piazza. Nel match valevole per la finale, elimina la n°1 del mondo Aryna Sabalenka per 7-6(4) 6-3, qualificandosi alla sua 11° finale nel circuito maggiore. In tale circostanza, prevalendo su Qinwen Zheng in rimonta con lo score di 3-6, 6-4, 7-6(2), conquista il titolo, il terzo del 2024. Gauff è la prima tennista a vincere le Finals battendo sia la n°1 che la n°2 del tabellone da quando ci risucì Serena Williams nel 2012. Termina l'anno al n°3 del mondo.

#### Doppio: primo titolo slam a Parigi
Dopo i quarti ad Indian Wells assieme a Pegula, ottiene i quarti anche a Madrid con Taylor Townsend. A Roma, in coppia con Erin Routliffe, raggiunge la 14° finale nel circuito maggiore, la 6° di livello '1000': nella circostanza, le due cedono il passo alle padrone di casa Paolini/Errani, con lo score di 3-6 6-4 [8-10]. Al Roland Garros fa coppia per la prima volta con l'ex numero uno Katerina Siniakova: le due si spingono fino alla finale da quinte teste di serie. Per Coco è la terza finale slam in doppio, la seconda a Parigi. Nella circostanza, Gauff/Siniaková superano Errani/Paolini con il punteggio di 7-6(5) 6-3, aggiudicandosi il titolo, il primo a livello slam per la giovane americana. A Wimbledon si ricongiunge con Pegula: le due giungono ai quarti, dove si arrendono a Hsieh/Mertens, prime teste di serie. Nel torneo olimpico di Parigi, le due americane si arrendono al secondo turno contro le ceche Muchová/Nosková. Termina la stagione al n°25 del mondo, decidendo, dal 2025, di dedicarsi prevalentemente ai match di singolare.

### 2025: secondo titolo slam a Parigi e ritorno al n°2 del mondo
Inizia l'anno alla United Cup, dove rappresenta gli Stati Uniti. Grazie al suo contributo, il team americano vince il trofeo, con Gauff capace di vincere tutti i suoi 5 match in due set, tra cui spicca il successo su Iga Świątek in finale contro la Polonia. In seguito giunge fino ai quarti di finale contro Paula Badosa nell'Australian Open. Dopo due sconfitte all'esordio a Doha e Dubai, a Indian Wells e Miami si ferma in entrambi i casi al quarto turno, sconfitta rispettivamente da Bencic e Linette.
Sulla terra, dopo i quarti a Stoccarda, raggiunge la prima finale annuale nel WTA 1000 di Madrid, dove si arrende alla n°1 del mondo Aryna Sabalenka. Subito dopo, Gauff raggiunge un'altra finale nel WTA 1000 di Roma, in cui soccombe alla top-5 Paolini con il punteggio di 4–6, 2–6. Grazie a questi risultati, torna al n°2 del mondo.
Si presenta quindi al Roland Garros dove, nel suo percorso alla finale, eliminala campionessa dell'Australian Open Madison Keys ai quarti e la sorpresa del torneo Loïs Boisson in semifinale. Nella sua terza finale slam, riscatta la sconfitta subita nel 2022 contro l'allora n.1 del ranking Swiatek, battendo in rimonta l'attuale primatista Aryna Sabalenka con lo score di 6(5)–7, 6–2, 6–4, riportando così il trofeo parigino in terra americana dopo 10 anni, quando vinse Serena Williams. Inoltre, è diventata la tennista più giovane di sempre a raggiungere le finali a Madrid, Roma e Parigi nello stesso anno.

## Statistiche WTA

### Singolare

#### Vittorie (10)
| Legenda               | Legenda      |
| --------------------- | ------------ |
| Grande Slam (2)       |              |
| Ori Olimpici (0)      |              |
| WTA Finals (1)        |              |
| WTA Elite Trophy (0)  |              |
| Dal 2009 al 2020      | Dal 2021     |
| Premier Mandatory (0) | WTA 1000 (2) |
| Premier 5 (0)         | WTA 1000 (2) |
| Premier (0)           | WTA 500 (1)  |
| International (1)     | WTA 250 (3)  |

| N.  | Data             | Torneo                      | Superficie  | Avversaria in finale | Punteggio        |
| 1.  | 13 ottobre 2019  | Austria Ladies Linz, Linz   | Cemento (i) | Jeļena Ostapenko     | 6–3, 1–6, 6–2    |
| 2.  | 22 maggio 2021   | Emilia Romagna Open, Parma  | Terra rossa | Wang Qiang           | 6–1, 6–3         |
| 3.  | 8 gennaio 2023   | ASB Classic, Auckland       | Cemento     | Rebeka Masarova      | 6–1, 6–1         |
| 4.  | 6 agosto 2023    | Washington Open, Washington | Cemento     | Maria Sakkarī        | 6–2, 6–3         |
| 5.  | 20 agosto 2023   | Cincinnati Open, Cincinnati | Cemento     | Karolína Muchová     | 6–3, 6–4         |
| 6.  | 9 settembre 2023 | US Open, New York           | Cemento     | Aryna Sabalenka      | 2–6, 6–3, 6–2    |
| 7.  | 7 gennaio 2024   | ASB Classic, Auckland (2)   | Cemento     | Elina Svitolina      | 6(4)–7, 6–3, 6–3 |
| 8.  | 6 ottobre 2024   | China Open, Pechino         | Cemento     | Karolína Muchová     | 6–1, 6–3         |
| 9.  | 9 novembre 2024  | WTA Finals, Riad            | Cemento (i) | Zheng Qinwen         | 3–6, 6–4, 7–6(2) |
| 10. | 7 giugno 2025    | Open di Francia, Parigi     | Terra rossa | Aryna Sabalenka      | 6(5)–7, 6–2, 6–4 |

#### Sconfitte (3)
| Legenda              |
| -------------------- |
| Grande Slam (1)      |
| Argenti Olimpici (0) |
| WTA Finals (0)       |
| WTA Elite Trophy (0) |
| Dal 2021             |
| WTA 1000 (2)         |
| WTA 500 (0)          |
| WTA 250 (0)          |

| N. | Data           | Torneo                        | Superficie  | Avversaria in finale | Punteggio   |
| 1. | 4 giugno 2022  | Open di Francia, Parigi       | Terra rossa | Iga Świątek          | 1–6, 3–6    |
| 2. | 3 maggio 2025  | Madrid Open, Madrid           | Terra rossa | Aryna Sabalenka      | 3–6, 6(3)–7 |
| 3. | 17 maggio 2025 | Internazionali d'Italia, Roma | Terra rossa | Jasmine Paolini      | 4–6, 2–6    |

### Doppio

#### Vittorie (10)
| Legenda               | Legenda      |
| --------------------- | ------------ |
| Grande Slam (1)       |              |
| Ori Olimpici (0)      |              |
| WTA Finals (0)        |              |
| WTA Elite Trophy (0)  |              |
| Dal 2009 al 2020      | Dal 2021     |
| Premier Mandatory (0) | WTA 1000 (4) |
| Premier 5 (0)         | WTA 1000 (4) |
| Premier (0)           | WTA 500 (2)  |
| International (2)     | WTA 250 (1)  |

| N.  | Data             | Torneo                       | Superficie  | Compagna           | Avversarie in finale                 | Punteggio           |
| 1.  | 3 agosto 2019    | Washington Open, Washington  | Cemento     | Caty McNally       | Maria Sanchez Fanny Stollár          | 6–2, 6–2            |
| 2.  | 19 ottobre 2019  | Luxembourg Open, Lussemburgo | Cemento (i) | Caty McNally       | Kaitlyn Christian Alexa Guarachi     | 6–2, 6–2            |
| 3.  | 22 maggio 2021   | Emilia Romagna Open, Parma   | Terra rossa | Caty McNally       | Darija Jurak Andreja Klepač          | 6–3, 6–2            |
| 4.  | 25 febbraio 2022 | Qatar Ladies Open, Doha      | Cemento     | Jessica Pegula     | Veronika Kudermetova Elise Mertens   | 3–6, 7–5, [10–5]    |
| 5.  | 14 agosto 2022   | Canadian Open, Toronto       | Cemento     | Jessica Pegula     | Nicole Melichar-Martinez Ellen Perez | 6–4, 6(5)–7, [10–5] |
| 6.  | 16 ottobre 2022  | San Diego Open, San Diego    | Cemento     | Jessica Pegula     | Gabriela Dabrowski Giuliana Olmos    | 1–6, 7–5, [10–4]    |
| 7.  | 17 febbraio 2023 | Qatar Ladies Open, Doha (2)  | Cemento     | Jessica Pegula     | Ljudmyla Kičenok Jeļena Ostapenko    | 6–4, 2–6, [10–7]    |
| 8.  | 2 aprile 2023    | Miami Open, Miami            | Cemento     | Jessica Pegula     | Leylah Fernandez Taylor Townsend     | 7–6(6), 6–2         |
| 9.  | 9 giugno 2024    | Open di Francia, Parigi      | Terra rossa | Kateřina Siniaková | Sara Errani Jasmine Paolini          | 7–6(5), 6–3         |
| 10. | 6 agosto 2025    | Canadian Open, Montréal (2)  | Cemento     | McCartney Kessler  | Taylor Townsend Zhang Shuai          | 6–4, 1-6, [13-11]   |

#### Sconfitte (6)
| Legenda              |
| -------------------- |
| Grande Slam (2)      |
| Argenti Olimpici (0) |
| WTA Finals (0)       |
| WTA Elite Trophy (0) |
| Dal 2021             |
| WTA 1000 (3)         |
| WTA 500 (1)          |
| WTA 250 (0)          |

| N. | Data              | Torneo                            | Superficie      | Compagna       | Avversarie in finale                   | Punteggio        |
| 1. | 12 settembre 2021 | US Open, New York                 | Cemento         | Caty McNally   | Samantha Stosur Zhang Shuai            | 3–6, 6–3, 3–6    |
| 2. | 24 aprile 2022    | Stuttgart Open, Stoccarda         | Terra rossa (i) | Zhang Shuai    | Desirae Krawczyk Demi Schuurs          | 3–6, 4–6         |
| 3. | 5 giugno 2022     | Open di Francia, Parigi           | Terra rossa     | Jessica Pegula | Caroline Garcia Kristina Mladenovic    | 6–2, 3–6, 2–6    |
| 4. | 7 maggio 2023     | Madrid Open, Madrid               | Terra rossa     | Jessica Pegula | Viktoryja Azaranka Beatriz Haddad Maia | 1–6, 4–6         |
| 5. | 20 maggio 2023    | Internazionali d'Italia, Roma     | Terra rossa     | Jessica Pegula | Storm Hunter Elise Mertens             | 4–6, 4–6         |
| 6. | 19 maggio 2024    | Internazionali d'Italia, Roma (2) | Terra rossa     | Erin Routliffe | Sara Errani Jasmine Paolini            | 3–6, 6–4, [8–10] |

## Statistiche ITF

### Singolare

#### Sconfitte (1)
| Torneo 100000 $ (0) |
| Torneo 80000 $ (0)  |
| Torneo 60000 $ (0)  |
| Torneo 25000 $ (1)  |
| Torneo 15000 $ (0)  |

| N. | Data             | Torneo                                  | Superficie | Avversaria in finale | Punteggio     |
| 1. | 17 febbraio 2019 | City Of Surprise Women's Open, Surprise | Cemento    | Sesil Karatančeva    | 7–5, 3–6, 1–6 |

### Doppio

#### Vittorie (1)
| Torneo 100000 $ (0) |
| Torneo 80000 $ (0)  |
| Torneo 60000 $ (0)  |
| Torneo 25000 $ (1)  |
| Torneo 15000 $ (0)  |

| N. | Data             | Torneo                                  | Superficie | Compagna       | Avversarie in finale               | Punteggio         |
| 1. | 16 febbraio 2019 | City Of Surprise Women's Open, Surprise | Cemento    | Paige Hourigan | Usue Maitane Arconada Emina Bektas | 6–3, 4–6, [14–12] |

#### Sconfitte (1)
| Torneo 100000 $ (1) |
| Torneo 80000 $ (0)  |
| Torneo 60000 $ (0)  |
| Torneo 25000 $ (0)  |
| Torneo 15000 $ (0)  |

| N. | Data            | Torneo                              | Superficie | Compagna | Avversarie in finale               | Punteggio |
| 1. | 2 febbraio 2019 | Dow Corning Tennis Classic, Midland | Cemento    | Ann Li   | Vol'ha Havarcova Valerija Savinych | 4–6, 0–6  |

## Competizioni a squadre

### Vittorie (1)
| N. | Data           | Torneo             | Superficie | Compagni                                                                   | Avversari in finale                                                                      | Punteggio |
| 1. | 5 gennaio 2025 | United Cup, Sydney | Cemento    | Danielle Collins Desirae Krawczyk Taylor Fritz Denis Kudla Robert Galloway | Iga Świątek Maja Chwalińska Alicja Rosolska Hubert Hurkacz Kamil Majchrzak Jan Zieliński | 2–0       |

## Grand Slam Junior

### Singolare

#### Vittorie (1)
| Tornei del Grande Slam  |
| ----------------------- |
| Australian Open (0)     |
| Open di Francia (1)     |
| Torneo di Wimbledon (0) |
| US Open (0)             |

| N. | Data           | Torneo                  | Superficie  | Avversario in finale | Punteggio        |
| 1. | 12 giugno 2018 | Open di Francia, Parigi | Terra rossa | Caty McNally         | 1–6, 6–3, 7–6(1) |

#### Sconfitte (1)
| Tornei del Grande Slam  |
| ----------------------- |
| Australian Open (0)     |
| Open di Francia (0)     |
| Torneo di Wimbledon (0) |
| US Open (1)             |

| N. | Data             | Torneo            | Superficie | Avversaria in finale | Punteggio |
| 1. | 9 settembre 2017 | US Open, New York | Cemento    | Amanda Anisimova     | 0–6, 2–6  |

### Doppio

#### Vittorie (1)
| Tornei del Grande Slam  |
| ----------------------- |
| Australian Open (0)     |
| Open di Francia (0)     |
| Torneo di Wimbledon (0) |
| US Open (1)             |

| N. | Data             | Torneo            | Superficie | Compagna     | Avversario in finale           | Punteggio |
| 1. | 8 settembre 2018 | US Open, New York | Cemento    | Caty McNally | Hailey Baptiste Dalayna Hewitt | 6–3, 6–2  |

## Risultati in progressione
| V | F | SF | QF | #T | RR | Q# | A | Z# | PO | O | F-A | SF-B | ND |

(V) Torneo vinto; raggiunto (F) finale, (SF) semifinale, (QF) quarti di finale, (#T) turni 4, 3, 2, 1; (RR) round - robin; (Q#) Turno di qualificazione; (A) assente dal torneo; (Z#) Zona gruppo Coppa Davis/Fed Cup (con indicazione numero); (PO) play-off Coppa Davis o Fed Cup; vinto un (O) oro, (F-A) argento o (SF-B) bronzo ai Giochi Olimpici; (ND) torneo non disputato.

### Singolare
Aggiornato a fine WTA Tour 2024.
| Torneo                 | 2018    | 2019    | 2020          | 2021          | 2022          | 2023          | 2024 | 2025 | Titoli     | V–S        |
| ---------------------- | ------- | ------- | ------------- | ------------- | ------------- | ------------- | ---- | ---- | ---------- | ---------- |
| Tornei del Grande Slam |         |         |               |               |               |               |      |      |            |            |
| Australian Open        | Assente | Assente | 4T            | 2T            | 1T            | 4T            | SF   | QF   | 0 / 6      | 16–6       |
| Open di Francia        | A       | Q2      | 2T            | QF            | F             | QF            | SF   | V    | 1 / 6      | 27–5       |
| Wimbledon              | A       | 4T      | ND            | 4T            | 3T            | 1T            | 4T   | 1T   | 0 / 5      | 11–6       |
| US Open                | Q1      | 3T      | 1T            | 2T            | QF            | V             | 4T   |      | 1 / 6      | 17–5       |
| Vittorie-Sconfitte     | 0–0     | 5–2     | 4–3           | 9–4           | 12–4          | 14–3          | 16–4 | 11–2 | 2 / 23     | 71–22      |
| Tornei di fine anno    |         |         |               |               |               |               |      |      |            |            |
| WTA Finals             | NQ      | NQ      | ND            | NQ            | RR            | SF            |      |      | 0 / 2      | 2–5        |
| WTA 1000               |         |         |               |               |               |               |      |      |            |            |
| Doha / Dubai[1]        | Assente | Assente | Assente       | QF            | QF            | SF            |      |      | 0 / 3      | 8–3        |
| Indian Wells           | Assente | Assente | ND            | 3T            | 3T            | QF            |      |      | 0 / 3      | 5–3        |
| Miami                  | A       | 2T      | ND            | 2T            | 4T            | 3T            |      |      | 0 / 4      | 4–4        |
| Madrid                 | Assente | Assente | ND            | 1T            | 3T            | 3T            |      |      | 0 / 3      | 3–3        |
| Roma                   | Assente | Assente | 2T            | SF            | 3T            | 3T            |      |      | 0 / 4      | 8–4        |
| Montréal / Toronto     | Assente | Assente | ND            | QF            | QF            | QF            |      |      | 0 / 3      | 7–3        |
| Cincinnati             | Assente | Assente | 1T            | 2T            | 1T            | V             |      |      | 1 / 3      | 6–3        |
| Wuhan                  | Assente | Assente | Non disputato | Non disputato | Non disputato | Non disputato |      |      | 0 / 0      | 0–0        |
| Pechino                | Assente | Assente | Non disputato | Non disputato | Non disputato | SF            |      |      | 0 / 1      | 4–1        |
| Carriera               |         |         |               |               |               |               |      |      |            |            |
| Tornei giocati         | 0       | 6       | 8             | 17            | 20            | 18            |      |      | 70         | 70         |
| Titoli                 | 0       | 1       | 0             | 1             | 0             | 3             |      |      | 6          | 6          |
| Finali                 | 0       | 1       | 0             | 1             | 1             | 3             |      |      | 7          | 7          |
| Totale V–S             | 0–0     | 11–5    | 10–8          | 34–16         | 38–22         | 51–16         |      |      | 144–68     | 144–68     |
| Vittorie %             | –       | 69%     | 56%           | 68%           | 63%           | 76%           |      |      | 67.92%     | 67.92%     |
| Ranking di fine anno   | 875     | 68      | 48            | 22            | 7             | 3             |      |      | 12219713 $ | 12219713 $ |

Note
- 1 Il Dubai Tennis Championships e il Qatar Ladies Open di Doha si scambiarono frequentemente lo status tra evento Premier ed evento Premier 5 dal 2009 al 2020, mentre dal 2021 tra evento WTA 1000 e WTA 500.

### Doppio
Aggiornato a fine WTA Tour 2023 
| Torneo                 | 2019            | 2020            | 2021            | 2022          | 2023          | Titoli | V–S    |
| ---------------------- | --------------- | --------------- | --------------- | ------------- | ------------- | ------ | ------ |
| Tornei del Grande Slam |                 |                 |                 |               |               |        |        |
| Australian Open        | A               | QF              | QF              | 1T            | SF            | 0 / 4  | 10–4   |
| Open di Francia        | 1T              | 3T              | 1T              | F             | SF            | 0 / 5  | 11–5   |
| Wimbledon              | A               | ND              | 3T              | A             | 3T            | 0 / 2  | 4–2    |
| US Open                | 3T              | 2T              | F               | 1T            | QF            | 0 / 5  | 11–5   |
| Vittorie-sconfitte     | 2–2             | 6–3             | 10–4            | 5–2           | 10–3          | 0 / 15 | 33–15  |
| Giochi olimpici        |                 |                 |                 |               |               |        |        |
| Giochi olimpici estivi | Non disputati   | Non disputati   | A               | Non disputati | Non disputati | 0 / 0  | 0–0    |
| Tornei di fine anno    |                 |                 |                 |               |               |        |        |
| WTA Finals             | Non qualificata | Non qualificata | Non qualificata | RR            | RR            | 0 / 2  | 0–6    |
| WTA 1000               |                 |                 |                 |               |               |        |        |
| Doha / Dubai[1]        | Assente         | Assente         | Assente         | V             | QF            | 1 / 3  | 5–2    |
| Indian Wells           | A               | ND              | QF              | QF            | 2T            | 0 / 3  | 5–3    |
| Miami                  | A               | ND              | QF              | SF            | V             | 1 / 3  | 10–2   |
| Madrid                 | A               | ND              | 1T              | QF            | F             | 0 / 3  | 5–3    |
| Roma                   | A               | 2T              | QF              | 1T            | F             | 0 / 4  | 7–4    |
| Montréal / Toronto     | A               | ND              | 1T              | V             | QF            | 1 / 3  | 4–1    |
| Cincinnati             | A               | 2T              | 2T              | A             | A             | 0 / 2  | 2–2    |
| Wuhan                  | A               | ND              | ND              | ND            | ND            | 0 / 0  | 0–0    |
| Pechino                | A               | ND              | ND              | ND            | 1T            | 0 / 1  | 0–1    |
| Carriera               |                 |                 |                 |               |               |        |        |
| Tornei giocati         | 5               | 7               | 18              | 15            | 13            | 58     | 58     |
| Titoli                 | 2               | 0               | 1               | 3             | 2             | 8      | 8      |
| Finali                 | 2               | 0               | 2               | 5             | 4             | 13     | 13     |
| Totale V–S             | 12–3            | 10–7            | 25–16           | 27–14         | 36–12         | 110–52 | 110–52 |
| Vittorie %             | 24%             | 59%             | 61%             | 66%           | 75%           | 67.9%  | 67.9%  |
| Ranking di fine anno   | 78              | 45              | 21              | 4             | 3             |        |        |

Note
- 1 Il Dubai Tennis Championships e il Qatar Ladies Open di Doha si scambiarono frequentemente lo status tra evento Premier ed evento Premier 5 dal 2009 al 2020, mentre dal 2021 tra evento WTA 1000 e WTA 500.
- 2 Il ritiro prima del match di quarti di finale contro Shūko Aoyama/Ena Shibahara non viene contato come una sconfitta.

## Vittorie contro giocatrici Top 10
| Stagione | 2019 | 2020 | 2021 | 2022 | 2023 | 2024 | 2025 | Totale |
| Vittorie | 1    | 1    | 2    | 3    | 9    | 7    | 7    | 30     |

| #    | Giocatrice              | Ranking | Evento                               | Superficie  | Turno | Punteggio           |
| ---- | ----------------------- | ------- | ------------------------------------ | ----------- | ----- | ------------------- |
| 2019 |                         |         |                                      |             |       |                     |
| 1.   | Kiki Bertens            | 8       | Austria Ladies Linz, Linz            | Cemento (i) | QF    | 7–6(1), 6–4         |
| 2020 |                         |         |                                      |             |       |                     |
| 2.   | Naomi Ōsaka             | 4       | Australian Open, Melbourne           | Cemento     | 3T    | 6–3, 6–4            |
| 2021 |                         |         |                                      |             |       |                     |
| 3.   | Aryna Sabalenka         | 4       | Internazionali d'Italia, Roma        | Terra rossa | 3T    | 7–5, 6–3            |
| 4.   | Ashleigh Barty          | 1       | Internazionali d'Italia, Roma        | Terra rossa | QF    | 4–6, 1–2 rit.       |
| 2022 |                         |         |                                      |             |       |                     |
| 5.   | Paula Badosa            | 4       | Qatar Ladies Open, Doha              | Cemento     | 3T    | 6–2, 6–3            |
| 6.   | Karolína Plíšková       | 7       | German Open, Berlino                 | Erba        | QF    | 7–5, 6–4            |
| 7.   | Aryna Sabalenka (2)     | 6       | Canadian Open, Toronto               | Cemento     | 3T    | 7–5, 4–6, 7–6(4)    |
| 2023 |                         |         |                                      |             |       |                     |
| 8.   | Jessica Pegula          | 4       | Eastbourne International, Eastbourne | Erba        | QF    | 6–3, 6–3            |
| 9.   | Maria Sakkarī           | 9       | Washington Open, Washington          | Cemento     | F     | 6–2, 6–3            |
| 10.  | Markéta Vondroušová     | 10      | Canadian Open, Montréal              | Cemento     | 3T    | 6–3, 6–0            |
| 11.  | Iga Świątek             | 1       | Cincinnati Open, Cincinnati          | Cemento     | SF    | 7–6(2), 3–6, 6–4    |
| 12.  | Karolína Muchová        | 10      | US Open, New York                    | Cemento     | SF    | 6–4, 7–5            |
| 13.  | Aryna Sabalenka (3)     | 2       | US Open, New York                    | Cemento     | F     | 2–6, 6–3, 6–2       |
| 14.  | Maria Sakkarī (2)       | 6       | China Open, Pechino                  | Cemento     | QF    | 6–2, 6–4            |
| 15.  | Ons Jabeur              | 7       | WTA Finals, Cancún                   | Cemento     | RR    | 6–0, 6–1            |
| 16.  | Markéta Vondroušová (2) | 6       | WTA Finals, Cancún                   | Cemento     | RR    | 5–7, 7–6(4), 6–3    |
| 2024 |                         |         |                                      |             |       |                     |
| 17.  | Zheng Qinwen            | 7       | Internazionali d'Italia, Roma        | Terra rossa | QF    | 7–6(4), 6–1         |
| 18.  | Ons Jabeur (2)          | 9       | Open di Francia, Parigi              | Terra rossa | QF    | 4–6, 6–2, 6–3       |
| 19.  | Ons Jabeur (3)          | 10      | German Open, Berlino                 | Erba        | QF    | 7–6(9), rit.        |
| 20.  | Jessica Pegula (2)      | 6       | WTA Finals, Riad                     | Cemento (i) | RR    | 6–3, 6–2            |
| 21.  | Iga Świątek (2)         | 2       | WTA Finals, Riad                     | Cemento (i) | RR    | 6–3, 6–4            |
| 22.  | Aryna Sabalenka (4)     | 1       | WTA Finals, Riad                     | Cemento (i) | SF    | 7–6(4), 6–3         |
| 23.  | Zheng Qinwen (2)        | 7       | WTA Finals, Riad                     | Cemento (i) | F     | 3–6, 6–4, 7–6(2)    |
| 2025 |                         |         |                                      |             |       |                     |
| 24.  | Iga Świątek (3)         | 2       | United Cup, Sydney                   | Cemento     | F     | 6–4, 6–4            |
| 25.  | Mirra Andreeva          | 7       | Madrid Open, Madrid                  | Terra rossa | QF    | 7–5, 6–1            |
| 26.  | Iga Świątek (4)         | 2       | Madrid Open, Madrid                  | Terra rossa | SF    | 6–1, 6–1            |
| 27.  | Mirra Andreeva (2)      | 7       | Internazionali d'Italia, Roma        | Terra rossa | QF    | 6–4, 7–6(5)         |
| 28.  | Zheng Qinwen (3)        | 8       | Internazionali d'Italia, Roma        | Terra rossa | SF    | 7–6(3), 4–6, 7–6(4) |
| 29.  | Madison Keys            | 8       | Open di Francia, Parigi              | Terra rossa | QF    | 6(6)–7, 6–4, 6–1    |
| 30.  | Aryna Sabalenka (5)     | 1       | Open di Francia, Parigi              | Terra rossa | F     | 6(5)–7, 6–2, 6–4    |